# Dimorphotheca

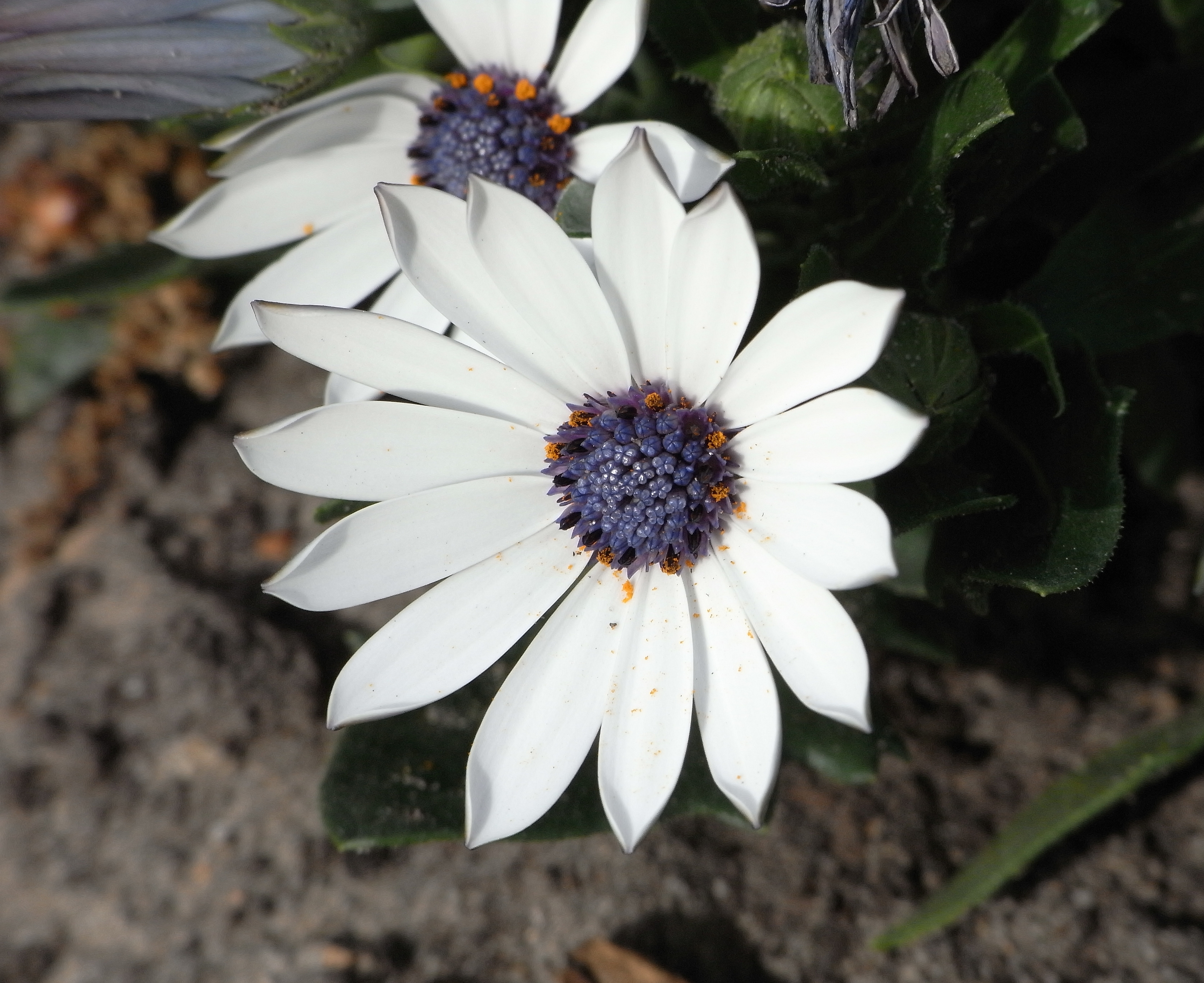

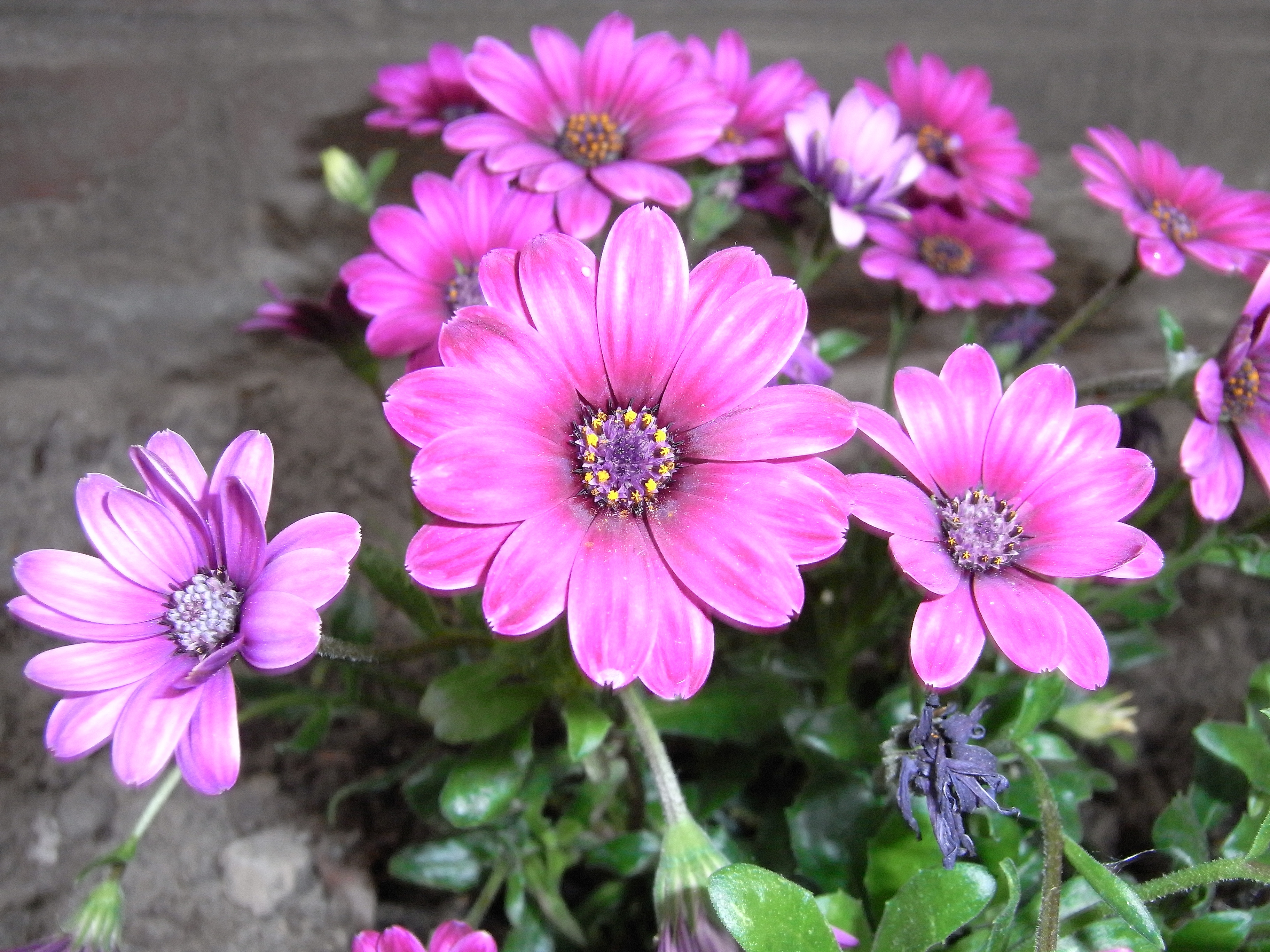

Dimorphotheca é um género botânico pertencente à família Asteraceae.